# Aloe chortolirioides
Aloe chortolirioides är en grästrädsväxtart som beskrevs av Alwin Berger. Aloe chortolirioides ingår i släktet Aloe och familjen grästrädsväxter.

## Underarter
Arten delas in i följande underarter:
- A. c. chortolirioides
- A. c. woolliana